# Französische Rugby-Union-Meisterschaft 1900/01
Die Saison 1900/01 war die zehnte Austragung der französischen Rugby-Union-Meisterschaft (französisch Championnat de France de rugby à XV), der heutigen Top 14.
Nach einer Vorrunde spielten die besten Mannschaften in K.-o.-Runden gegeneinander. Das Finale fand am 31. März 1901 an der Route du Médoc in Le Bouscat statt und Stade Bordelais gewann dieses Spiel mit 3:0. Doch die USFSA, die den Wettbewerb organisierte, annullierte das Resultat und ordnete eine Wiederholung in Paris an, da Stade Bordelais drei nicht teilnahmeberechtigte Spieler eingesetzt hatte. Die Mannschaft aus Bordeaux verweigerte die Teilnahme, worauf Stade Français zum Meister erklärt wurde und seinen fünften Meistertitel errang.

## Vorrunde
Die Detailergebnisse sind nicht bekannt.

## Viertelfinale

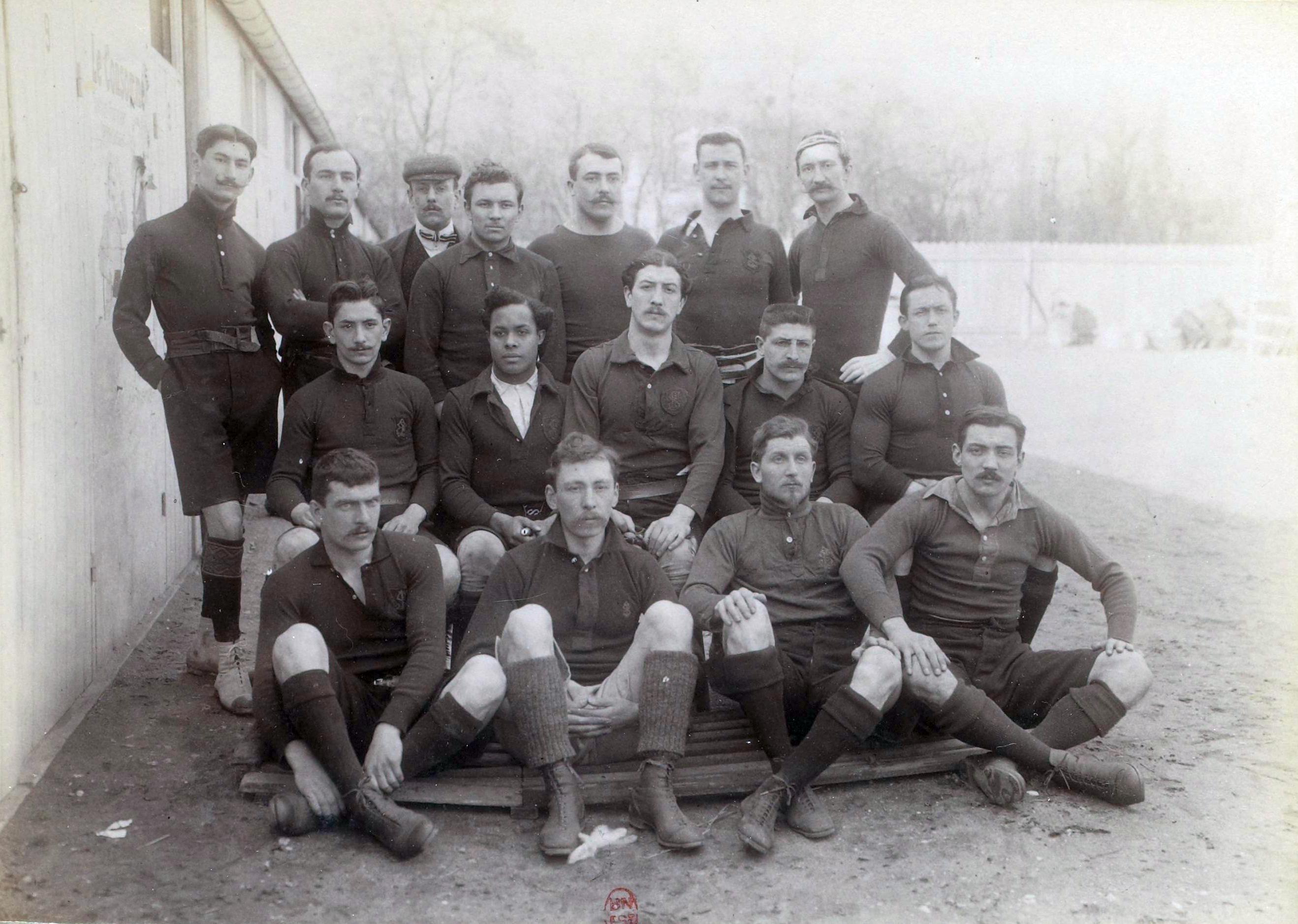
Die Mannschaft von Stade Français (1901)

| Begegnung                      | Ergebnis |
| ------------------------------ | -------- |
| Stade Bordelais – SOE Toulouse | 22:5     |
| FC Lyon – FC Grenoble          | 03:0     |

## Halbfinale
| Begegnung                    | Ergebnis |
| ---------------------------- | -------- |
| Stade Français – Le Havre AC | 21:0     |
| Stade Bordelais – FC Lyon    | 11:4     |

## Finale
| 31. März 1901 | Stade Français | 0 : 3 (disq.) | Stade Bordelais      | Route du Médoc, Le Bouscat Schiedsrichter: Paul Cartault |
| 31. März 1901 |                | Bericht       | Versuche: Cartwright | Route du Médoc, Le Bouscat Schiedsrichter: Paul Cartault |

Aufstellungen
Stade Français: Henri Amand, Marie Raymond Bellencourt, Santos Cagninacci, Louis Dedet, P. de Vigneral, Paulo do Rio Branco, Jean-Guy Gautier, Auguste Giroux, Constantin Henriquez, Félix Herbet, Edmond Mamelle, Charles Marcus, Allan Muhr, Alexandre Pharamond, Paul Sagot
Stade Bordelais: Campbell Cartwright, P. Cazala, Carlos Deltour, Jacques Duffourcq, Marc Giacardy, Max Kurtz, Marcel Laffitte, Léon Lannes, Pascal Laporte, Mazières, Pierre Moyzès, Jean Rachou, Louis Soulé, Pierre Terrigi, W. Whelon